# دی‌متیل جیوه
دی‌متیل‌جیوه (به انگلیسی: Dimethylmercury) با فرمول شیمیایی HgC
2H
6 یک ترکیب شیمیایی با شناسه پاب‌کم 11645 است. که جرم مولی آن 230.66 g mol−1 می‌باشد. شکل ظاهری این ترکیب، مایع بی‌رنگ ،قابل اشتعال و بسیار فرار است که یکی از قوی ترین نوروتوکسین های شناخته شده است که با مقدار کمتر از 0.1 میلی لیتر قادر به ایجاد مسمومیت شدید جیوه می باشد و به راحتی از طریق پوست جذب می شود.

## سمیت
درباره سمیت این ماده همینقدر باید گفت که طبق گزارش اداره کار آمریکا، مقدار ناچیز آن سبب مرگ شده است.
چند قطره از دی متیل جیوه باعث مرگ می شود و مرگ با دی متیل جیوه بطور تدریجی است و در سال ۱۹۹۷ یک دانشمند (کارن وترهاهن) هنگامی که یک دهم میلی لیتر از این ترکیب از دستکش وی عبور می کند چهار ماه بعد اثرات تدریجی مسمومیت پدیدار و در ده ماه بعد این دانشمند به کام مرگ کشیده می شود این ترکیب ساخت دست بشر بوده است.

## خاصیت جذب
این ماده قادر است در بسیاری از مواد از جمله ترکیبات پلاستیکی و لاستیکی نفوذ کند و از قدرت جذب بالایی برخوردار است.